# روبليديلو دي لا فيرا
بلدية روبليديلو دي لا فيرا (بالإسبانية: Robledillo de la Vera)‏، هي بلدية تقع في مقاطعة قصرش والتي تقع في منطقة إكستريمادورا، غرب إسبانيا.
يبلغ عدد سكانها 325 نسمة وفقاً لإحصائية سنة (2002).